# Szentistván
Szentistván is een plaats (nagyközség) en gemeente in het Hongaarse comitaat Borsod-Abaúj-Zemplén. Szentistván telt 2672 inwoners (2001).